# 米爾內區

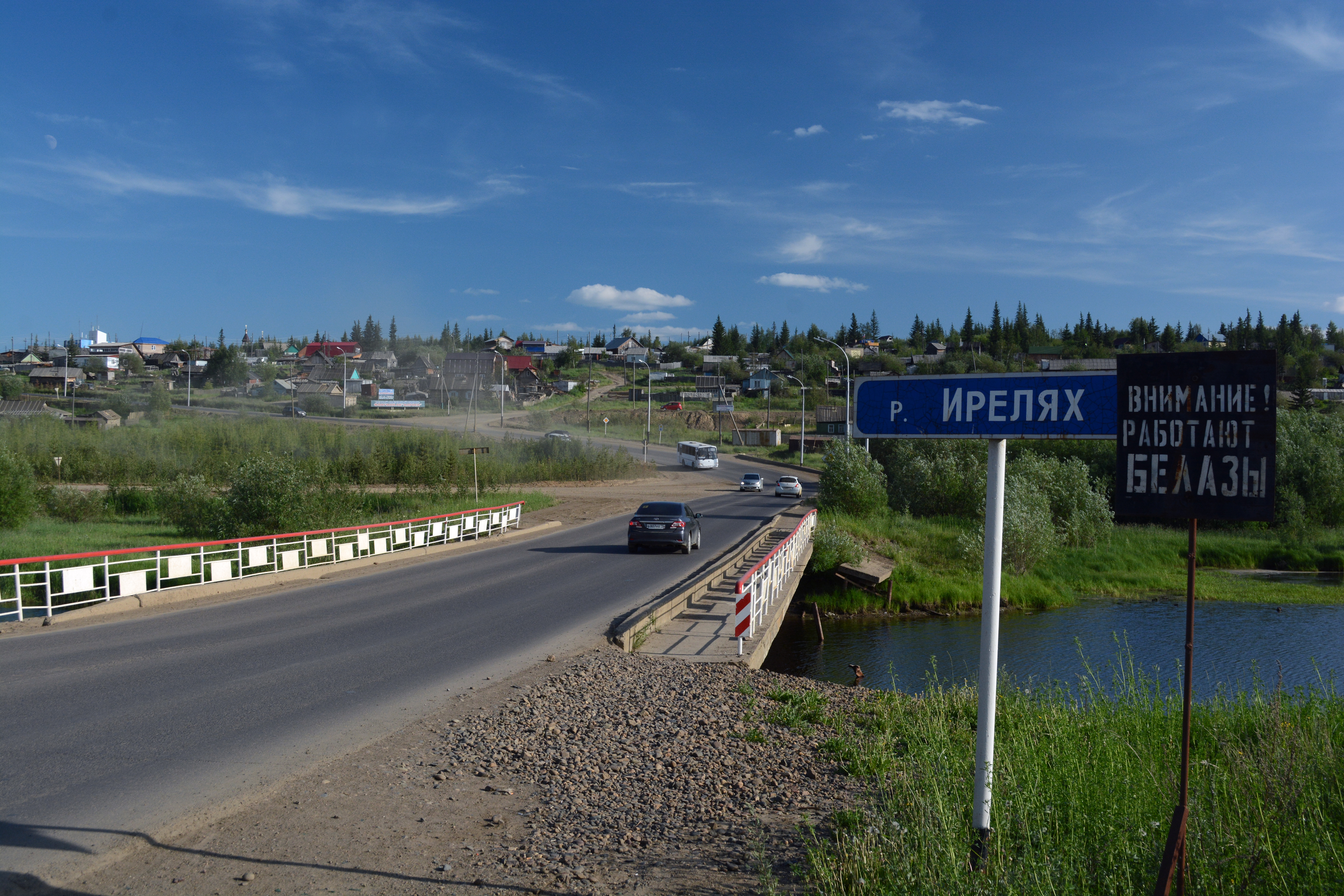

62°32′N 113°57′E / 62.533°N 113.950°E
米爾內區（俄语：Мирнинский район），是俄羅斯的一個區，位於該國東部，由薩哈共和國負責管轄，始建於1965年1月12日，面積165,800平方公里，2010年人口38,802，人口密度每平方公里0.23人。